# Veronikja
Veronikja is een Nederlandstalig liedje, geschreven door Cornelis Vreeswijk, vooral gekend van de Belgische band De Elegasten uit 1970. 
Het nummer verscheen oorspronkelijk op de LP De Wereld van de Elegasten. In 1972 werd het nummer uitgebracht als begeleidende single van hun vierde album Kathmandou.
Hoewel de naam van het liedje als Veronikja werd geschreven, stond er op de hoes van de single Veronica gedrukt. De B-kant van de single was Loflied van den Goeden Vlaemschen Huysvader.

## Meewerkende artiesten
- Herman Van Caeckenberghe (zang)
- Paul Poppe
- Ray Poppe
- Yvan Poppe
- Riet Bracke